# Mater Dei-Instituut (Sint-Pieters-Woluwe)
Het Mater Dei-Instituut is een katholieke school in Sint-Pieters-Woluwe met algemeen secundair onderwijs en technisch secundair onderwijs die behoort tot de Scholengemeenschap voor Katholiek Secundair Onderwijs Sint-Gorik. Naast het middelbaar is er ook een kleuter- en basisschool.
In 1958 hebben de Zusters Annuntiaten van Heverlee het tweetalige Mater Dei instituut opgericht. De school bevindt zich in een residentiële wijk van Sint-Pieters-Woluwe in de nabijheid van metro Stokkel en de gemeente Kraainem. Naast de school bevindt er zich het Franstalige equivalent en vlak achter beide scholen ligt het Koninklijk Atheneum Sint-Pieters-Woluwe.